# HD 204560
HD 204560，又名BD+17 4592，SAO 107168、HR 8221，是一颗恒星，视星等为6.44，位于銀經69.67，銀緯-23.41，其B1900.0坐标为赤經21h 24m 19s，赤緯+17° -23.41′ 9″。